# ヌルクライン
ヌルクライン( nullcline )とは、ある方向の微分が0である集合のことである。

## 定義
自励系
{\displaystyle x_{1}'=f_{1}(x_{1},x_{2},...,x_{n})}
{\displaystyle x_{2}'=f_{2}(x_{1},x_{2},...,x_{n})}
...
{\displaystyle x_{n}'=f_{n}(x_{1},x_{2},...,x_{n})}
を考える。
xiのヌルクラインとは、集合 {\displaystyle \{(x_{1},x_{2},...,x_{n})|x_{i}'=f_{i}(x_{1},x_{2},...,x_{n})=0\}} である。
ヌルクラインを考えることは微分方程式系の相空間全体を考えることに役立つ。
n 次元自励系において、n 個のヌルクラインの交点は不動点である。